# EHF Cup 2010-11 (mænd)
EHF Cup 2010–11 for mænd var den 18. udgave af EHF Cup arrangeret af European Handball Federation. Turneringen havde deltagelse af 53 klubber og blev spillet i perioden 3. september 2010 – 21. maj 2011.
Turneringen blev vundet af Frisch Auf Göppingen, som i den rent tyske finale besejrede TV Grosswallstadt med 53-47. Det var Frisch Auf Göppingens første Europa Cup-titel i 49 år – holdet vandt senest en international titel i Mesterholdenes Europa Cup i 1962, og det var ottende sæson i træk, at EHF Cup blev vundet af et hold fra Tyskland.

## Resultater

### 1. runde
Fjorten hold spillede om syv pladser i 2. runde.
| Dato    | Dato    | Hjemmehold i 1. kamp           | Hjemmehold i 2. kamp    | Resultat | Resultat | Resultat |
| 1. kamp | 2. kamp | Hjemmehold i 1. kamp           | Hjemmehold i 2. kamp    | Samlet   | 1. kamp  | 2. kamp  |
| ------- | ------- | ------------------------------ | ----------------------- | -------- | -------- | -------- |
| 4.9.    | 12.9.   | MŠK Hlohovec                   | HC Dukla Praha          | 45–49    | 22-18    | 23-31    |
| 4.9.    | 11.9.   | United HC Tongeren             | Teknoelettronica Teramo | 69–40    | 36-21    | 33-19    |
| 3.9.    | 5.9.    | RK Metaloplastika Zorka Ker.   | HF Neistin              | 71–55    | 37-25    | 34-30    |
| 4.9.    | 11.9.   | HB Dudelange                   | KH Kastrioti            | 58–40    | 30-17    | 28-23    |
| 10.9.   | 11.9.   | AC Latsia Kentriki Asfalistiki | SPE Strovolos           | 35–66    | 19-28    | 16-38    |
| 10.9.   | 11.9.   | AC Filippos Verias             | Handball Esch           | 55–61    | 25-28    | 30-33    |
| 5.9.    | 6.9.    | Hapoel Rishon LeZion           | GSAU Tbilisi            | 92–56    | 50-32    | 42-24    |

### 2. runde
Anden runde havde deltagelse af 32 hold, der spillede om 16 pladser i 3. runde. De deltagende hold var:
- 7 vindere fra 1. runde.
- 25 seedede hold, der først trådte ind i turneringen i 2. runde.

| Dato    | Dato    | Hjemmehold i 1. kamp             | Hjemmehold i 2. kamp      | Resultat | Resultat | Resultat |
| 1. kamp | 2. kamp | Hjemmehold i 1. kamp             | Hjemmehold i 2. kamp      | Samlet   | 1. kamp  | 2. kamp  |
| ------- | ------- | -------------------------------- | ------------------------- | -------- | -------- | -------- |
| 2.10.   | 3.10.   | RK Crvena Zvezda                 | United HC Tongeren        | 49–48    | 25-23    | 24-25    |
| 9.10.   | 10.10.  | HC Dobrudja                      | Handball Esch             | 52–65    | 27-29    | 25-36    |
| 3.10.   | 9.10.   | HB Dudelange                     | RK Pelister               | 42–43    | 20-17    | 22-26    |
| 2.10.   | 9.10.   | RK Metaloplastika Zorka Ker.     | aon Fivers                | 53–52    | 31-25    | 22-27    |
| 2.10.   | 3.10.   | Handball Conversano              | KF Haukar                 | 57–73    | 30-33    | 27-40    |
| 2.10.   | 9.10.   | Alingsås HK                      | Fyllingen IL              | 54–48    | 28-25    | 26-23    |
| 2.10.   | 9.10.   | HV KRAS/Volendam                 | Maccabi Rishon LeZion     | 60–58    | 30-26    | 30-32    |
| 2.10.   | 10.10.  | RK Nexe                          | HC Dukla Praha            | 64–53    | 33-23    | 31-30    |
| 8.10.   | 9.10.   | GK Portovik                      | Hapoel Rishon LeZion      | 60–65    | 29-27    | 31-38    |
| 3.10.   | 9.10.   | Besiktas JK                      | Põlva Serviti             | 61–56    | 35-28    | 26-28    |
| 2.10.   | 9.10.   | Drammen HK                       | HC Gumárny Zubří          | 73–70    | 44-36    | 29-34    |
| 2.10.   | 9.10.   | Energia Lign. Pandurii Târgu Jiu | FC Porto/Vitalis          | 44–56    | 25-28    | 19-28    |
| 2.10.   | 9.10.   | AS PAOK                          | A1 Bregenz Handball       | 47–58    | 23-31    | 24-27    |
| 2.10.   | 9.10.   | BGK Mesjkov                      | RK Metalurg               | 51–55    | 28-23    | 23-32    |
| 3.10.   | 9.10.   | BB Ankaraspor                    | RK Borac m:tel Banja Luka | 54–63    | 31-24    | 23-39    |
| 2.10.   | 10.10.  | SPE Strovolos                    | GK ZTR                    | 42–55    | 25-28    | 17-27    |

### 3. runde
Tredje runde havde deltagelse af 32 hold, der spillede om 16 pladser i ottendedelsfinalerne. De deltagende hold var:
- 16 vindere fra 2. runde.
- 4 seedede hold, der først trådte ind i turneringen i 3. runde.
- 12 hold, der blev slået ud i kvalifikationsrunden til Champions League.

| Dato    | Dato    | Hjemmehold i 1. kamp      | Hjemmehold i 2. kamp         | Resultat | Resultat | Resultat |
| 1. kamp | 2. kamp | Hjemmehold i 1. kamp      | Hjemmehold i 2. kamp         | Samlet   | 1. kamp  | 2. kamp  |
| ------- | ------- | ------------------------- | ---------------------------- | -------- | -------- | -------- |
| 27.11.  | 28.11.  | Naturhouse La Rioja       | RK Metaloplastika Zorka Ker. | 65–61    | 35-33    | 30-28    |
| 20.11.  | 27.11.  | RK Pelister               | Reale Ademar                 | 44–59    | 22-25    | 22-34    |
| 27.11.  | 28.11.  | Handball Esch             | GC Amicitia                  | 51–72    | 25-34    | 26-38    |
| 21.11.  | 27.11.  | GK ZTR                    | Saint-Raphaël Var Handball   | 45–50    | 24-25    | 21-25    |
| 20.11.  | 27.11.  | TV Grosswallstadt         | KF Haukar                    | 54–41    | 26-24    | 28-17    |
| 21.11.  | 28.11.  | TBV Lemgo                 | HV KRAS/Volendam             | 86–51    | 45-29    | 41-22    |
| 21.11.  | 28.11.  | Alingsås HK               | Frisch Auf Göppingen         | 51–71    | 25-33    | 26-38    |
| 20.11.  | 21.11.  | Hapoel Rishon LeZion      | Nordsjælland Håndbold        | 53–68    | 31-36    | 22-32    |
| 20.11.  | 27.11.  | GK Zarja Kaspija          | Besiktas JK                  | 52–54    | 26-23    | 26-31    |
| 21.11.  | 27.11.  | RK Gorenje Velenje        | RK Nexe                      | 61–56    | 33-24    | 28-32    |
| 26.11.  | 28.11.  | Dunaferr SE               | FC Porto/Vitalis             | 49–73    | 27-37    | 22-36    |
| 21.11.  | 27.11.  | Madeira SAD               | A1 Bregenz Handball          | 57–63    | 31-30    | 26-33    |
| 20.11.  | 27.11.  | RK Borac m:tel Banja Luka | Tatabanya Carbonex KC        | 44–54    | 23-25    | 21-29    |
| 21.11.  | 28.11.  | SKIF-Krasnodar            | RK Crvena Zvezda             | 66–65    | 38-30    | 28-35    |
| 21.11.  | 28.11.  | Bjerringbro-Silkeborg     | Drammen HK                   | 69–49    | 38-28    | 31-21    |
| 20.11.  | 27.11.  | RK Metalurg               | US Ivry                      | 63–46    | 34-25    | 29-21    |

### Ottendedelsfinaler
Ottendelsfinalerne havde deltagelse af de 16 vinderhold fra 3. runde, som spillede om otte pladser i kvartfinalerne.
| Dato    | Dato    | Hjemmehold i 1. kamp       | Hjemmehold i 2. kamp  | Resultat | Resultat | Resultat |
| 1. kamp | 2. kamp | Hjemmehold i 1. kamp       | Hjemmehold i 2. kamp  | Samlet   | 1. kamp  | 2. kamp  |
| ------- | ------- | -------------------------- | --------------------- | -------- | -------- | -------- |
| 20.2.   | 26.2.   | FC Porto/Vitalis           | Reale Ademar          | 53–58    | 26-25    | 27-33    |
| 20.2.   | 27.2.   | Nordsjælland Håndbold      | GC Amicitia           | 60–49    | 33-26    | 27-23    |
| 19.2.   | 25.2.   | Saint-Raphaël Var Handball | SKIF-Krasnodar        | 70–51    | 38-29    | 32-22    |
| 19.2.   | 26.2.   | Frisch Auf Göppingen       | RK Metalurg           | 48–41    | 27-21    | 21-20    |
| 19.2.   | 27.2.   | RK Gorenje Velenje         | A1 Bregenz Handball   | 61–41    | 32-15    | 29-26    |
| 20.2.   | 26.2.   | Bjerringbro-Silkeborg      | TV Grosswallstadt     | 49–51    | 22-22    | 27-29    |
| 19.2.   | 26.2.   | TBV Lemgo                  | Besiktas JK           | 55–53    | 27-25    | 28-28    |
| 19.2.   | 26.2.   | Naturhouse La Rioja        | Tatabanya Carbonex KC | 64–56    | 39-26    | 25-30    |

### Kvartfinaler
Kvartfinalerne havde deltagelse af de otte vinderhold fra ottendedelsfinalerne, som spillede om fire pladser i semifinalerne.
| Dato    | Dato    | Hjemmehold i 1. kamp       | Hjemmehold i 2. kamp | Resultat | Resultat | Resultat |
| 1. kamp | 2. kamp | Hjemmehold i 1. kamp       | Hjemmehold i 2. kamp | Samlet   | 1. kamp  | 2. kamp  |
| ------- | ------- | -------------------------- | -------------------- | -------- | -------- | -------- |
| 26.3.   | 3.4.    | Saint-Raphaël Var Handball | TV Grosswallstadt    | 54–56    | 32-31    | 22-25    |
| 27.3.   | 3.4.    | Frisch Auf Göppingen       | RK Gorenje Velenje   | 55–46    | 33-20    | 22-26    |
| 26.3.   | 3.4.    | Reale Ademar               | TBV Lemgo            | 52–61    | 27-31    | 25-30    |
| 26.3.   | 3.4.    | Nordsjælland Håndbold      | Naturhouse La Rioja  | 60–63    | 31-29    | 29-34    |

### Semifinaler
Semifinalerne havde deltagelse af de fire vinderhold fra kvartfinalerne, som spillede om de to pladser i finalen.
| Dato    | Dato    | Hjemmehold i 1. kamp | Hjemmehold i 2. kamp | Resultat | Resultat | Resultat |
| 1. kamp | 2. kamp | Hjemmehold i 1. kamp | Hjemmehold i 2. kamp | Samlet   | 1. kamp  | 2. kamp  |
| ------- | ------- | -------------------- | -------------------- | -------- | -------- | -------- |
| 23.4.   | 1.5.    | TBV Lemgo            | TV Grosswallstadt    | 49–56    | 24-26    | 25-30    |
| 23.4.   | 1.5.    | Frisch Auf Göppingen | Naturhouse La Rioja  | 61–55    | 32-23    | 29-32    |

### Finale
| Dato    | Dato    | Hjemmehold i 1. kamp | Hjemmehold i 2. kamp | Resultat | Resultat | Resultat |
| 1. kamp | 2. kamp | Hjemmehold i 1. kamp | Hjemmehold i 2. kamp | Samlet   | 1. kamp  | 2. kamp  |
| ------- | ------- | -------------------- | -------------------- | -------- | -------- | -------- |
| 15.5.   | 21.5.   | Frisch Auf Göppingen | TV Grosswallstadt    | 53–47    | 23-21    | 30-26    |